# Agarwalencyrtus
Agarwalencyrtus is een geslacht van vliesvleugeligen uit de familie Encyrtidae. De wetenschappelijke naam van dit geslacht is voor het eerst geldig gepubliceerd in 1981 door Hayat.

## Soorten
Het geslacht Agarwalencyrtus omvat de volgende soorten:
- Agarwalencyrtus citri (Agarwal, 1965)
- Agarwalencyrtus dispar Hayat, 2003
- Agarwalencyrtus euroxes Noyes, 2010
- Agarwalencyrtus halosis Noyes, 2010